# NGC 2417
NGC 2417 je galaksija u zviježđu Kobilici.

## Vanjske poveznice
- SEDS: NGC 2417